# Beach-Head
Beach-Head é um Video game desenvolvido e publicado em 1983 pela Access Software para o Atari 8-bit e o Commodore 64 nas versões norte-americanas do C16, ZX Spectrum, BBC Micro e Acorn Electron (assim como as versões do Atari e C64) foram publicadas na Europa pela US Gold em 1984, seguidas por uma versão para a plataforma do Amstrad CPC em 1985.
A jogabilidade consiste em várias fases que variam na quais o jogador deve controlar vários veículos incluindo navios de guerra e tanques, a fim de derrotar uma frota, infiltrar-se nas linhas inimigas e destruir um enorme depósito de armas para vencer o jogo.
Uma sequência, Beach Head II: The Dictator Strikes Back, foi lançada em 1985.